# Мушки
Мушките са древен народ, появил се в историческите източници на границата на бронзовата и желязната епоха в Анатолия.
Редица историци ги свързват с мосхите (Μόσχοι) от древногръцките източници, или с названието на грузинската Месхетия. Йосиф Флавий отъждествява мосхите с библейското Мешех.
В асирийските източници терминът Muški се отнася към две различни групи:
- онези от 12-9 век пр.н.е. обитаващи територията при сливането на Арсания и Ефрат („източни мушки“), и
- онези от 8-7 век пр.н.е. обитавали Киликия („западни мушки“).

Западните мушки асирийските източници отъждествяватт с фригийците, когато древногръцките източници отличават фригийците от Μόσχοι.
Джеймс Патрик Мелори и Д.К.Адамс в „Енциклопедия на индоевропейската култура“ отбелязват, че „арменците са потомци на няколко древни народи — хуритите (и урартите), лувийците и „протоарменските“ мушки, които принесли своя индоевропейски език на изток през Анатолия“.